# 87 v. Chr.
Portal Geschichte | Portal Biografien | Aktuelle Ereignisse | Jahreskalender | Tagesartikel

◄ |
2. Jahrhundert v. Chr. |
1. Jahrhundert v. Chr. |
1. Jahrhundert |
►

◄ | 100er v. Chr. | 90er v. Chr. | 80er v. Chr. | 70er v. Chr. |
60er v. Chr. |
►

◄◄ | ◄ | 90 v. Chr. | 89 v. Chr. | 88 v. Chr. | 87 v. Chr. |
86 v. Chr. |
85 v. Chr. |
84 v. Chr. |
► |
►►
Staatsoberhäupter

## Ereignisse

### Politik und Weltgeschehen
- Bürgerkrieg in Rom: Nach Sullas Abreise nach Kleinasien übernimmt Gaius Marius zusammen mit Lucius Cornelius Cinna die Macht in Rom.
- Die Belagerung von Athen im Ersten Mithridatischen Krieg durch Sulla beginnt.

### Wissenschaft und Technik
- Philon von Larisa kritisiert in zwei Büchern den in der Platonischen Akademie vorherrschenden Skeptizismus, behält aber dessen Kernideen bei. Das führt zu einem Bruch mit Antiochos von Askalon, der sich zur Gänze von dieser Strömung abgewendet hat.

## Geboren
- um 87 v. Chr.: Gaius Cassius Longinus, römischer Politiker († 42 v. Chr.)
- um 87 v. Chr.: Lucius Munatius Plancus, römischer Politiker († um 15 v. Chr.)

## Gestorben
- 29. März: Han Wudi, chinesischer Kaiser (* 156 v. Chr.)
- Marcus Antonius Orator, römischer Politiker (* 143 v. Chr.)
- Lucius Cornelius Merula, römischer Politiker
- Gaius Iulius Caesar Strabo Vopiscus, römischer Politiker (* um 130 v. Chr.)
- Lucius Iulius Caesar, römischer Politiker (* um 135 v. Chr.)
- Publius Licinius Crassus, römischer Politiker
- Quintus Lutatius Catulus, römischer Politiker
- Quintus Mucius Scaevola, römischer Politiker (* um 170 v. Chr.)
- Gnaeus Octavius, römischer Politiker
- Gnaeus Pompeius Strabo, römischer Politiker